# Marosillyei ortodox parókia
A marosillyei ortodox parókia műemlék épület Romániában, Hunyad megyében. A romániai műemlékek jegyzékében a HD-II-m-A-03352 sorszámon szerepel.